# Sophie Dudemaine
Sophie Dudemaine (* 5. Oktober 1965) ist eine französische Back- und Kochbuch-Autorin.
Dudemaine versucht in ihren Büchern Rezepte, ohne auf Raffinesse zu verzichten, auf das Wesentliche zu reduzieren („simplifier“), um sie so Anfängern zugänglich zu machen. Sie ist besonders bekannt für ihre „cakes“, dabei handelt es sich um einfache Rührteigkuchen, die in einer Kastenform gebacken werden. Ungewöhnlich daran ist die meist salzige Zubereitung mit Käse, Fleisch, Fisch und Gemüse, das dem Teig je nach Saison zugegeben wird.
Dudemaine lernte u. a. bei den Köchen Jean-Pierre Vigatto, Henry Faugeron und André Daguin. Im Jahr 2000 veröffentlichte sie ihr Erstlingswerk Les cakes des Sophie, von dem in Frankreich über 1,5 Millionen Exemplare verkauft wurden. Das Buch wurde in mehrere Sprachen übersetzt. Insgesamt hat Dudemaine über 15 Buchtitel veröffentlicht, vier (Stand 03/08) davon sind ins Deutsche übersetzt. In ihrem Kochbuch La cuisine de Ducasse par Sophie vereinfachte sie Rezepte des Meisterkochs Alain Ducasse.
Dudemaine ist Moderatorin der wöchentlichen Kochsendung „Les Tables de Sophie“ im französischen Sender Cuisine.tv.

## Werke
- Les cakes des Sophie, Minerva, Genève 2000, ISBN 978-2-8307-0591-1; Dt: Sophies Cakes, Gerstenberg Verlag, Hildesheim 2006, ISBN 978-3-8067-2950-4
- La cuisine de Ducasse par Sophie, LEC édition, 2005, ISBN 978-2-84844-007-1; Dt:  Ducasse ganz einfach dank Sophie, Gerstenberg Verlag, Hildesheim 2007, ISBN 978-3-8369-2965-3
- Les Tartes et Salades de Sophie, Minerva, 2005, ISBN 978-2-8307-0749-6; Dt: Sophies Tartes, Quiches und Salate , Gerstenberg Verlag, Hildesheim 2007, ISBN 978-3-8067-2964-1
- Les Buffets de Sophie , Minerva, 2005, ISBN 978-2-8307-0648-2; Dt: Sophies Buffets, Gerstenberg Verlag, Hildesheim 2008, ISBN 978-3-8369-2974-5
- Sophies Marmeladen und Kompotte, Gerstenberg Verlag, Hildesheim 2008, ISBN 978-3-8369-2979-0
- Sophies Suppen, Gerstenberg Verlag, Hildesheim 2009, ISBN 978-3-8369-2594-5
- Sophies Crêpes und Pfannkuchen, Gerstenberg Verlag, Hildesheim 2010, ISBN 978-3-8369-2635-5